# Marcey-les-Grèves
Marcey-les-Grèves ist eine französische Gemeinde mit 1.286 Einwohnern (Stand 1. Januar 2022) im Département Manche in der Region Normandie.

## Geographie
Marcey-les-Grèves liegt an der Bucht des Mont-Saint-Michel nordwestlich von Avranches. Die Sée fließt zwischen den beiden Gemeinden hindurch, an der östlichen Gemeindegrenze verläuft das Flüsschen Braize, das in die Sée mündet. Die D973, die Avranches mit Granville verbindet, durchquert den Ort.

## Geschichte
Den Namen Marcey-les-Grèves erhielt die Gemeinde 1937. 1801 hieß sie noch Marcé und Marcey. Die Gemeindeverwaltung erhielt sie 1793 im Zuge der Französischen Revolution als Marcé.
Der Ort war früher eine Baronie, daran erinnert auch noch das Château de Marcey aus dem 18. Jahrhundert. Heute wird das ehemalige Schloss nach der Zerstörung der oberen Etage als Villa genutzt.

## Bevölkerungsentwicklung
| Jahr      | 1962 | 1968 | 1975 | 1982 | 1990 | 1999 | 2008 | 2018 |
| Einwohner | 767  | 804  | 914  | 1031 | 1113 | 1091 | 1231 | 1291 |

## Kultur und Sehenswürdigkeiten
Die Kirche Saint-Pair wurde ursprünglich im 16. Jahrhundert erbaut, jedoch im 20. Jahrhundert weitgehend umgebaut. In der Kirche befindet sich eine steinerne Statue der Maria mit dem Kinde aus dem 16. Jahrhundert. Die Statue wurde 1939 als Monument historique (historisches Denkmal) klassifiziert.

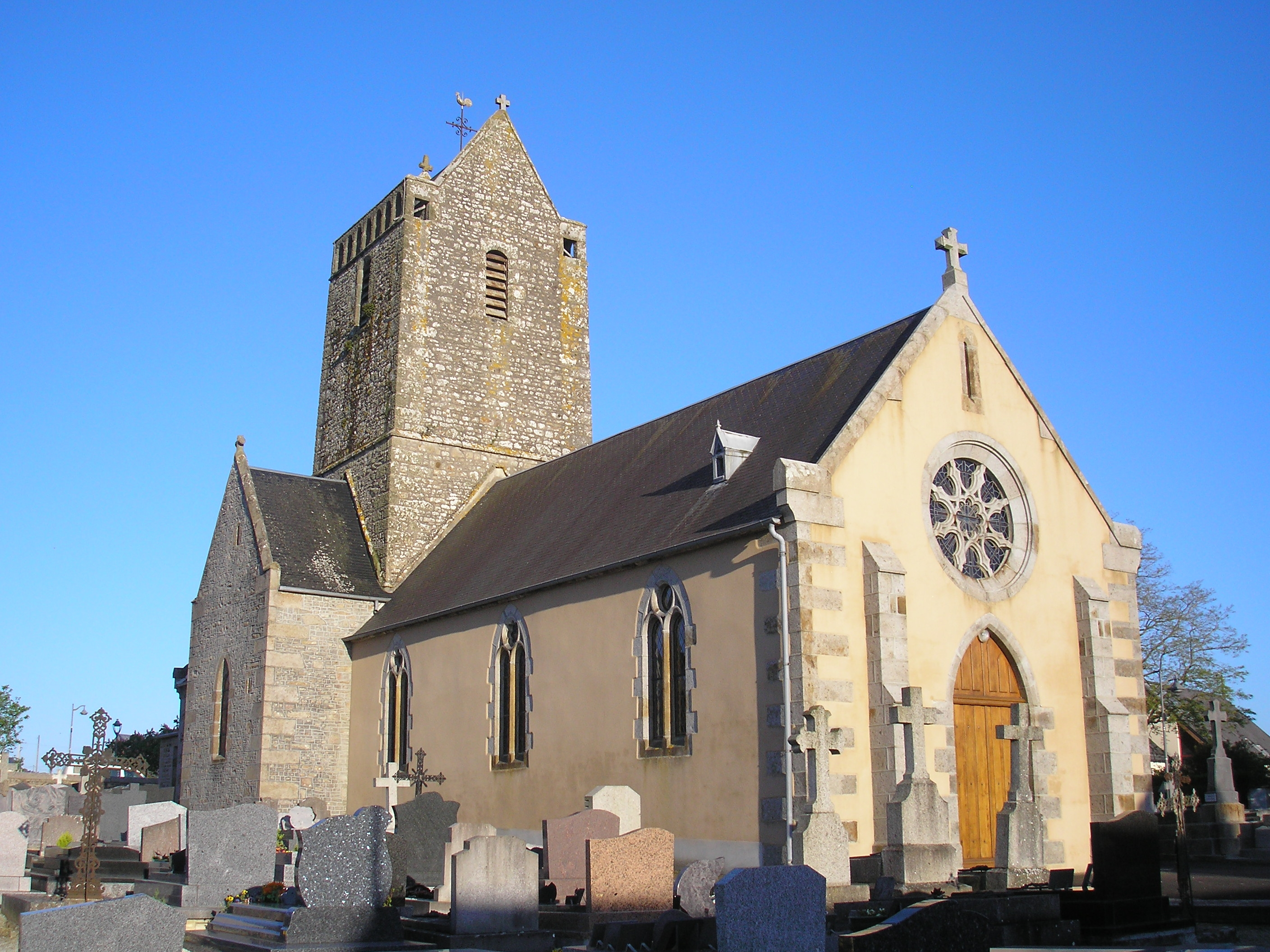
Kirche Saint-Pair

## Wirtschaft
Die Gemeinde beherbergt eine Sägemühle. Ein Großteil der Bevölkerung arbeitet in der Landwirtschaft, vor allem in der Geflügelzucht.

## Belege
1. ↑  Marcey-les-Grèves auf cassini.ehess.fr (französisch).
2. ↑  Eintrag zu Marcey-les-Grèves auf annuaire-mairie.fr (französisch).
3. ↑  Vers les Grèves du rivage (Memento des Originals vom 22. November 2008 im Internet Archive)  Info: Der Archivlink wurde automatisch eingesetzt und noch nicht geprüft. Bitte prüfe Original- und Archivlink gemäß Anleitung und entferne dann diesen Hinweis. (französisch).
4. ↑  Marcey-les-Grèves in der Base Palissy (französisch) Abgerufen am 13. Oktober 2009.
5. ↑  PDF-Dokument Plan Local d’Urbanisme auf marcey-les-greves.fr in Französisch.